# Samsung Experience Store
A Samsung Experience Store é uma cadeia de estabelecimentos comerciais que exibe produtos da Samsung Electronics. Diferentemente de outras lojas que levam a marca Samsung, essas lojas são normalmente administradas pela própria Samsung Electronics, por meio de suas filiais locais. Os estabelecimentos comercializam principalmente aparelhos e acessórios móveis da linha Samsung Galaxy e podem oferecer outras marcas pertencentes à Samsung.

## Visão geral
Samsung Experience Stores, antes conhecida como Galaxy Stores em certas regiões, são estabelecimentos comerciais que levam a marca Samsung e são gerenciados pela Samsung Electronics globalmente. Embora todos os estabelecimentos disponibilizem produtos dos aparelhos móveis da Samsung Electronics, principalmente os que pertencem à linha Samsung Galaxy, alguns estabelecimentos também exibem outras marcas da Samsung, como os dispositivos inteligentes SmartThings, os produtos de áudio Harman, as TVs Samsung e os eletrodomésticos Samsung.

### Outras lojas
Existem outras lojas que levam a marca Samsung em diversos países, inclusive nos que possuem Samsung Experience Stores. Essas lojas normalmente não são oficiais e não são gerenciadas pela Samsung. As exceções são o mercado interno da Samsung, a Coreia do Sul, e os países bálticos no continente europeu, onde a empresa opera seus próprios estabelecimentos comerciais sem usar a marca Samsung Experience Store.
No mercado interno da Samsung na Coreia do Sul, há várias lojas de serviço pelo país que oferecem diferentes produtos Samsung para compra e também contam com centros de reparo para esses itens. Há também lojas especializadas na instalação de grandes eletrodomésticos como TVs, lava-louças e geladeiras, e lojas exclusivas para venda e reparo de seus produtos de memória, como SSDs. Nenhuma loja da Samsung na Coreia do Sul utiliza a marca Samsung Experience Store.
Na Estônia, Letônia e Lituânia, a Samsung Electronics opera estabelecimentos comerciais oficiais que atualmente não usam o nome Samsung Experience Store e são denominados Samsung Stores.

### Lojas temporárias e permanentes
Além dos estabelecimentos comerciais da Samsung Experience Store, a Samsung opera lojas temporárias em certas regiões. Nos Estados Unidos, elas são denominadas Samsung Experience Shops e ficam dentro das lojas Best Buy. Na Nova Zelândia, as lojas temporárias são chamadas de Samsung Pop-up Experiences, enquanto os estabelecimentos permanentes são chamados de Samsung Studios.

## Locais
Samsung Experience Stores estão distribuídas por mais de sessenta países em seis continentes.

### Bulgária
A Samsung Experience Store abriu sua primeira loja na Bulgária em fevereiro de 2021 em Sófia, a capital do país, situada no interior do Mall. Em 2023, conta com três lojas, todas em Sófia, sendo que a mais recente disponibiliza também televisores e eletrodomésticos da Samsung.

### Canadá

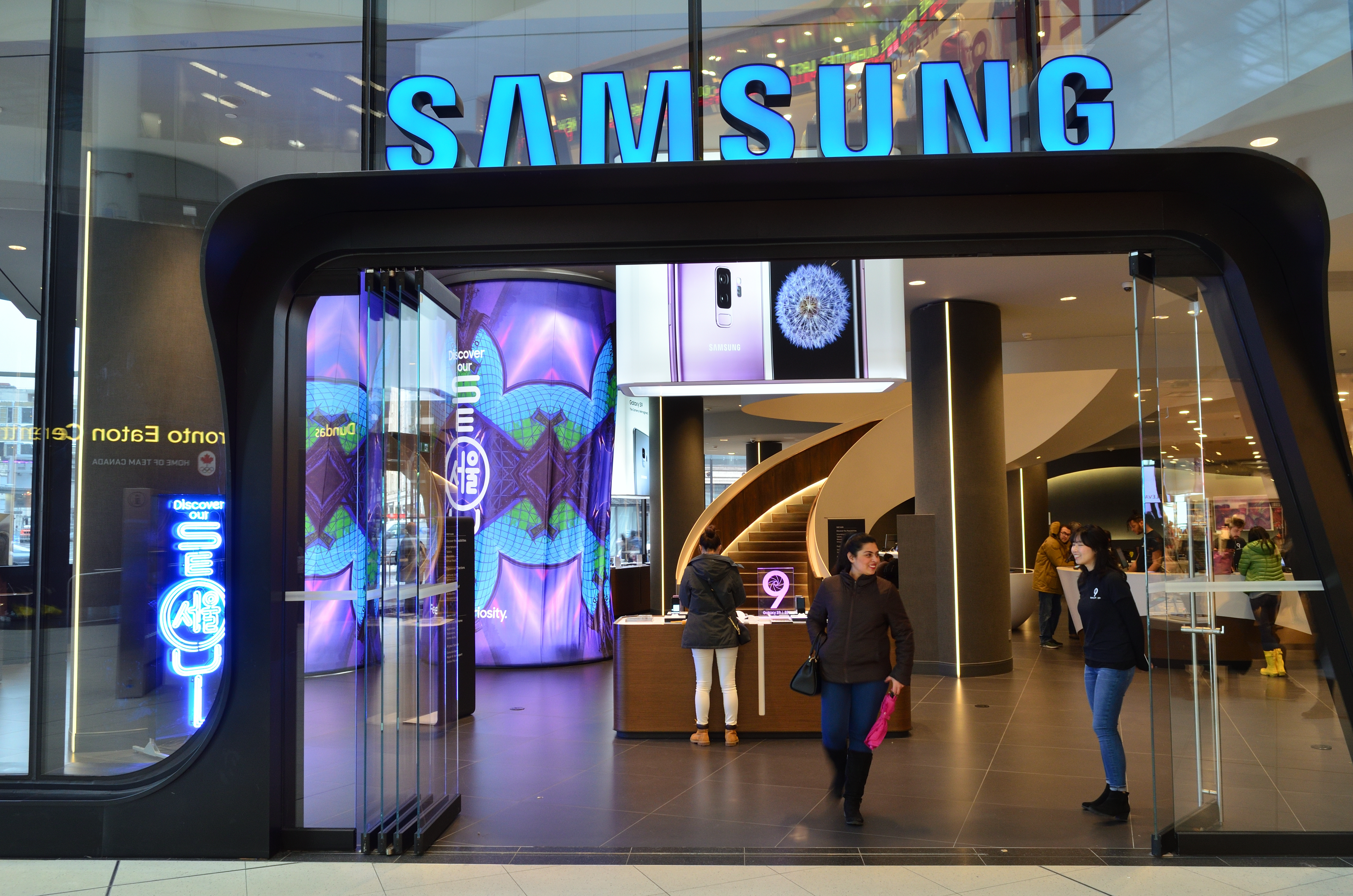
Samsung Experience Store no Toronto Eaton Centre

A Samsung possui sete Samsung Experience Stores no Canadá, sendo quatro delas em Toronto.
A loja principal fica no Toronto Eaton Centre e possui dois andares que ocupam vinte e um mil pés quadrados. Diferentemente de outras lojas que comercializam somente dispositivos móveis, ela exibe todos os produtos da Samsung. No andar inferior, estão disponíveis celulares, tablets, smartwatches, outros eletrônicos e acessórios. Há também um espaço de realidade virtual onde é possível jogar jogos em realidade virtual e se sentar em uma poltrona para ver vídeos em realidade virtual, como um passeio de montanha-russa. No andar superior, há um espaço de utilidades domésticas onde são exibidas geladeiras, fogões e eletrodomésticos Samsung. O espaço de TV mostra suas TVs de tela grande. Há também um espaço para garantia e reparos.
As outras três lojas de Toronto ficam em Scarborough Town Centre, Sherway Gardens e Yorkdale Shopping Centre. As outras três Samsung Experience Stores da Samsung no Canadá fora de Toronto ficam em West Edmonton Mall em Edmonton, Metropolis at Metrotown em Vancouver e Montreal Eaton Center em Montreal.

### Índia
A Samsung inaugurou em Bangalore, Karnataka, sua segunda maior loja e centro de experiência mundial de todos os seus produtos, com uma área de trinte e três mil pés quadrados, chamada Samsung Opera House. Além disso, a empresa opera diversas outras Samsung Experience Stores pelo país, sobretudo com a submarca Samsung SmartCafé.

### Estados Unidos
A Samsung inaugurou sua loja principal na sede da empresa na cidade de Nova Iorque, no Meatpacking District, em 22 de fevereiro de 2016. A loja recebeu o nome de Samsung 837 por causa do seu endereço, Washington Street / nº 837, e não comercializa nenhum produto Samsung. Ela é concebida como um "centro de marketing", segundo Gregory Lee, presidente e diretor executivo da Samsung Electronics America, e tem o objetivo de apresentar ao público os conceitos e tecnologias futuras da Samsung. A empresa abriu seus primeiros estabelecimentos comerciais nos Estados Unidos em 20 de fevereiro de 2019 em Garden City, NY, Houston e Los Angeles, como parte da celebração dos dez anos da linha de produtos Galaxy. Em 2022, a Samsung conta com cinco Samsung Experience Stores nos Estados Unidos. Elas ficam em Galleria, em Houston, Americana at Brand, em Los Angeles, Roosevelt Field, em Garden City, Stanford Shopping Center, em Palo Alto, e Stonebriar Center, em Dallas.